# Ceira metaphaea
Ceira metaphaea är en fjärilsart som beskrevs av Walker 1865. Ceira metaphaea ingår i släktet Ceira och familjen tandspinnare. Inga underarter finns listade i Catalogue of Life.